# 2000 au Yukon
Chronologie du Yukon
- 1996
- 1997
- 1998
- 1999
- 2000
- 2001
- 2002
- 2003
- 2004

Cette page concerne des événements d'actualité qui se sont produits durant l'année 2000 dans le territoire canadien du Yukon.

## Politique
- Premier ministre : Pat Duncan (Parti libéral) (élue le 17 avril face au sortant Piers McDonald (NPD))
- Chef de l'Opposition officielle : Pat Duncan (Parti libéral) (jusqu'au 6 mai) puis Trevor Harding (en) puis Eric Fairclough (NPD)
- Commissaire : Judy Gingell (jusqu'au 1er octobre) puis Jack Cable (en)
- Législature : 29e puis 30e

## Événements
- Ernie Bourassa (en) devient le 13e et premier franco-yukonnais depuis Paul Lucier à être maire de Whitehorse.
- Thomas Joseph Lobsinger quitte ses fonctions de l'évêque du Diocèse de Whitehorse.
- Le député territoriale de Whitehorse-Ouest Dennis Schneider (en) devient le 7e président de l'Assemblée législative du Yukon.
- Le service d'éducation francophone aux adultes change de nom pour le Service d'orientation et de formation aux adultes (SOFA)[1].
- 17 avril : Le Parti libéral de Pat Duncan remporte l'élection générale avec 10 sièges, ce qui considère en formant un gouvernement majoritaire et un premier gouvernement libéral du Yukon. Le NPD de Piers McDonald remporte six sièges qui donnent l'Opposition officielle et le Parti du Yukon de John Ostashek obtient seulement un siège en tombant au troisième place pour la première fois. Alors qu'ils ont perdu leur circonscriptions, MacDonald et Ostashek démissionnent de ses fonctions du chef de leur parti. Le seul député du Parti du Yukon Peter Jenkins (en) de Klondike assure l'intérimaire jusqu'à l'élection d'un nouveau chef.
- 6 mai : Alors que son gouvernement est assermenté, Pat Duncan devient la première femme à être première ministre du Yukon.
- 27 novembre : 
  - Le PLC de Jean Chrétien remporte l'élection fédérale et formera un gouvernement majoritaire. Dans la circonscription du territoire du Yukon, le libéral Larry Bagnell défait la néo-démocrate Louise Hardy avec 32,4 % que 31,9 % du vote. Les trois autres candidats qui sont présentés sont : Jim Kenyon de l'Alliance canadienne avec 27,6 % du vote, Don Cox du progressiste-conservateur avec 7,4 % du vote et l'ancien candidat de l'héritage chrétien, Geoffrey Capp qui se présente candidat Indépendant avec 0,4 % du vote.
  - Le libéral Jim McLachlan remporte l'élection partielle de Faro à la suite de la démission de Trevor Harding (en). Celui-ci a été un député néo-démocrate, ce qui réduit 5 sièges du parti